# Carmichaelia angustata
Carmichaelia angustata är en ärtväxtart som beskrevs av Thomas Kirk.
Carmichaelia angustata ingår i släktet Carmichaelia och familjen ärtväxter.

## Underarter
Arten delas in i följande underarter:
- Carmichaelia angustata angustata
- Carmichaelia angustata pubescens